# Капанбулак (село)
Капанбула́к (каз. Қапанбұлақ) — село у складі Жарминського району Абайської області Казахстану. Адміністративний центр Капанбулацького сільського округу.
Населення — 268 осіб (2021; 364 у 2009, 529 у 1999, 934 у 1989).
Національний склад станом на 1989 рік:
- казахи — 100 %